# Toi, c'est moi (opérette)
Pour les articles homonymes, voir Toi, c'est moi.
Toi, c'est moi est une opérette française en deux actes et 14 tableaux, livret d'Henri Duvernois, paroles d'Albert Willemetz, Marcel Bertal, Louis Maubon et Robert Chamfleury, musique de Moyses Simons, créée le 19 septembre 1934 au théâtre des Bouffes-Parisiens.
Elle a été adaptée au cinéma en 1936 par René Guissart.

## Synopsis
Bob, noceur parisien impénitent, vient d’annoncer une nouvelle fête où comme d’habitude il met à contribution sa  tante Honorine, riche propriétaire de prospères plantations de cannes à sucre sur l’Île Princesse (quelque part dans les Caraïbes) Cette dernière commence à se lasser d’ouvrir sans cesse le porte-monnaie pour des choses aussi futiles et coûteuses. Elle décide de forcer ce neveu oisif à s’occuper d’affaires sérieuses et, avec la complicité de son régisseur Pedro Hernandez, elle lui organise un voyage aux Caraïbes où, sans être prévenu, il sera forcé, loin de tout et sous un rude climat, de travailler dur dans les plantations. 
Mais Bob, heureusement pour lui, a eu vent de ce complot et compte bien se préparer une vie facile sous les tropiques. Il emberlificote Patrice, dit Pat, son naïf ami afin que celui-ci prenne son état-civil et qu’une fois arrivés sur les lieux, le régisseur se trompe sur la personne : « toi, ce sera moi ». Pat devient ainsi le riche héritier et Bob son humble serviteur. L’un se prélasse au soleil tandis que le pauvre Pat travaille « comme un nègre ». Après quelques quiproquos et péripéties amusantes qui se passent parmi les tangos, les rumbas et autres rythmes de swing, Bob épousera Maricousa, fille de Pedro, et Pat épousera Viviane la fille de Robinet, le résident de la colonie qu’Honorine elle-même, arrivée sur place, trouvera fort à son goût. 

## Distribution
- Jacques Pills : Bob Guibert, l'étudiant
- Georges Tabet : Patrice « Pat » Duvallon, son ami
- René Koval : Pedro Hernandez, le directeur de plantation aux Antilles
- Simone Simon : Maricousa Hernandez, sa fille
- Albert Duvaleix : M. Robinet, le résident colonial
- Lyne Clevers : Viviane Robinet, sa fille
- Pauline Carton : Honorine Guibert, tante de Bob
- André Numès fils : Pfutz, le secrétaire d'Honorine
- Ginette Leclerc : Loulou / Bédélia
- Vona Yola[2] : Because

## Autour de l'œuvre
- L'un des morceaux musicaux les plus connus est le duo Sous les palétuviers[3], créé par Pauline Carton et René Koval.